# اوشکوش

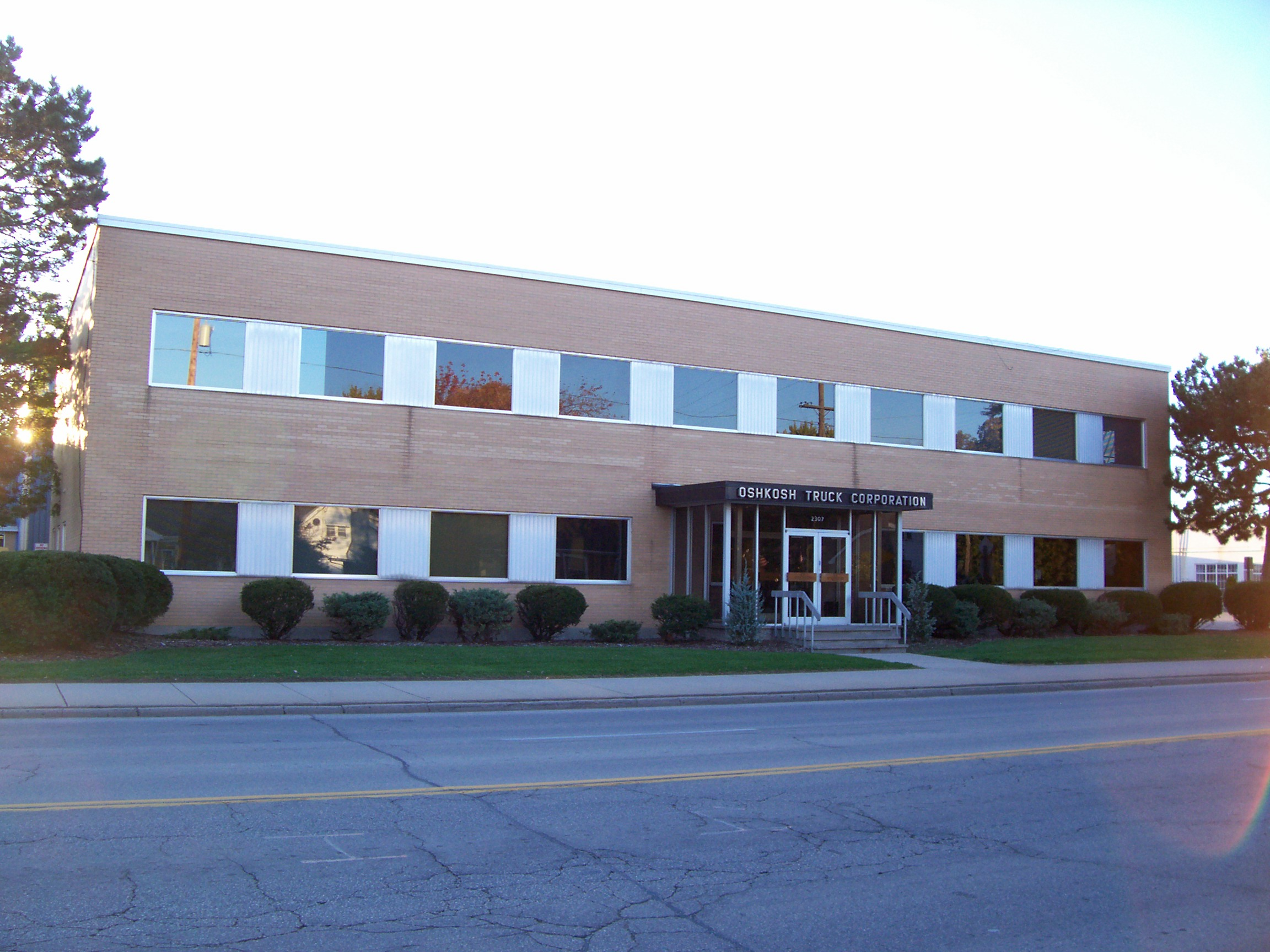
ساختمان مرکزی اوشکوش، در اشکوش، ویسکانسین

اوشکوش (به انگلیسی: Oshkosh) شرکت خودروسازی آمریکایی است، که در زمینه طراحی و ساخت انواع کامیون، ماشین‌آلات و خودروهای نظامی، همچنین خودروهای برقی دوگانه فعالیت می‌کند.
شرکت اوشکوش در سال ۱۹۱۷ توسط ویلیام بسردیش و برنارد موزلینگ تأسیس شد و در حال حاضر دارای ۳۱ کارخانه تولیدی است و خودروهای تولیدی خود را در ۱۳۰ کشور جهان عرضه می‌کند.
دفتر مرکزی این شرکت در شهر اشکوش، ویسکانسین، ایالات متحده آمریکا قرار دارد و بخشی از سهام آن در بازار بورس نیویورک معامله می‌شود.

## نگارخانه

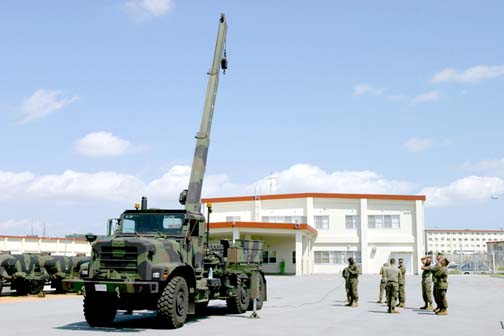
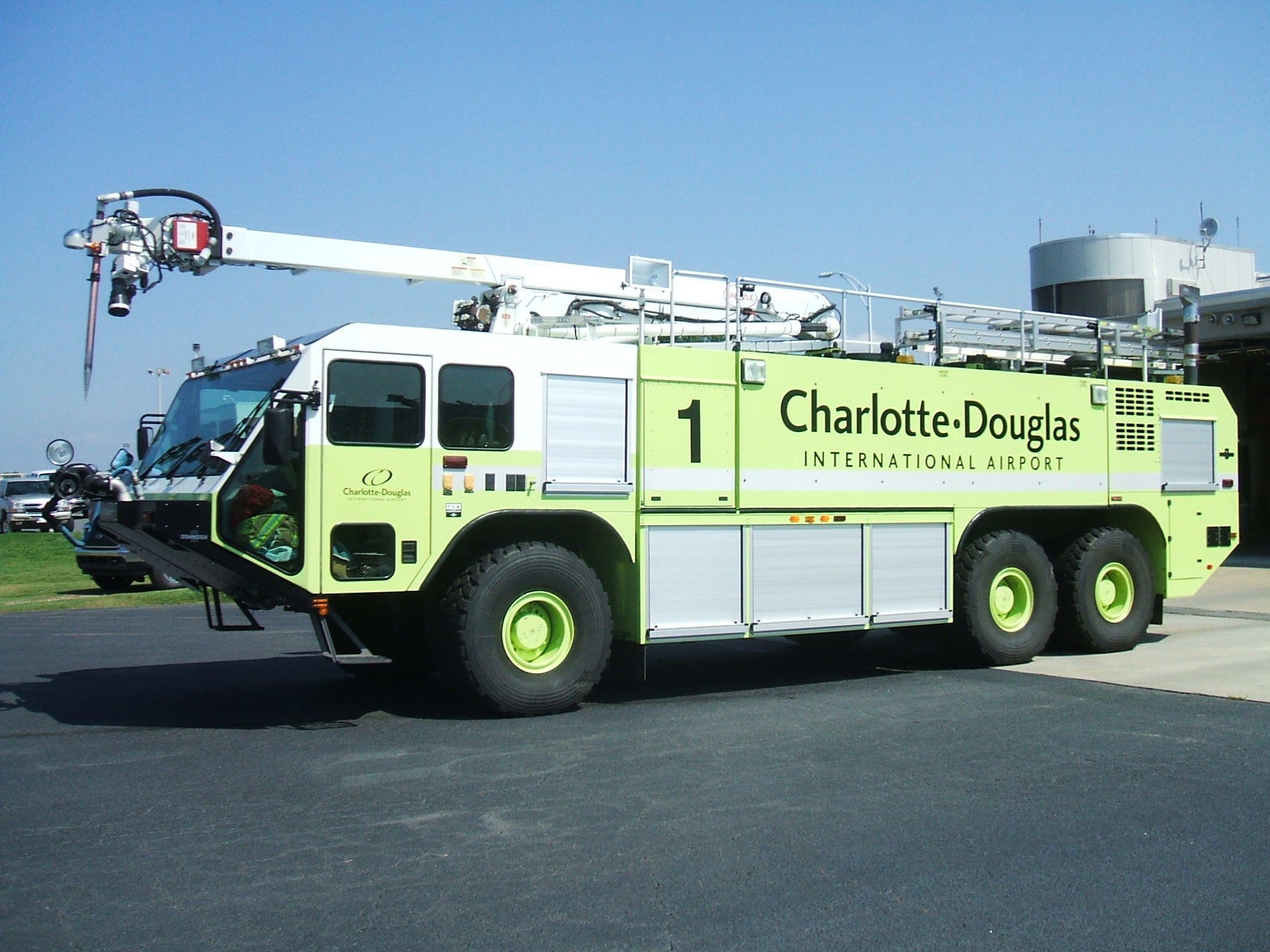
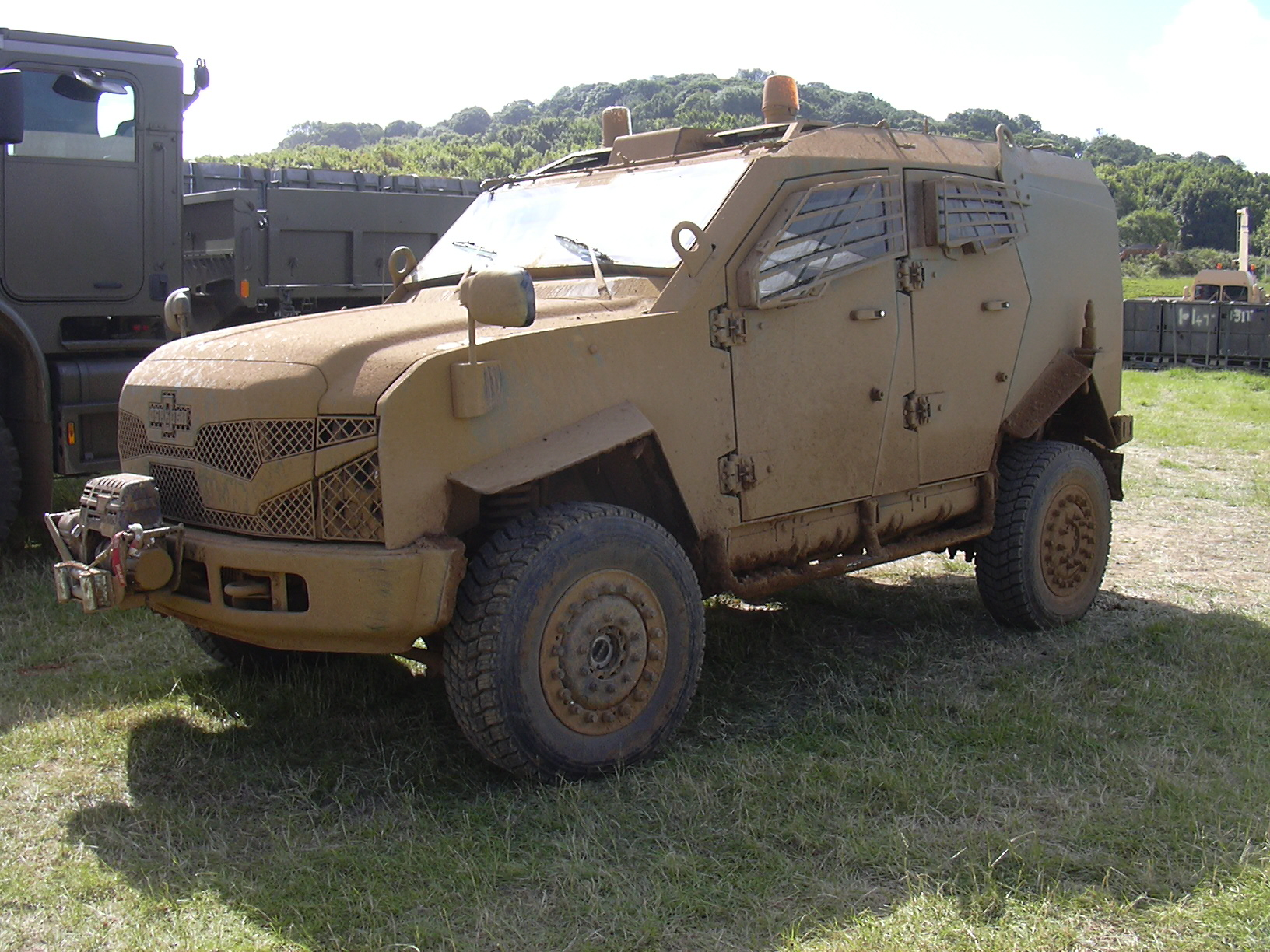
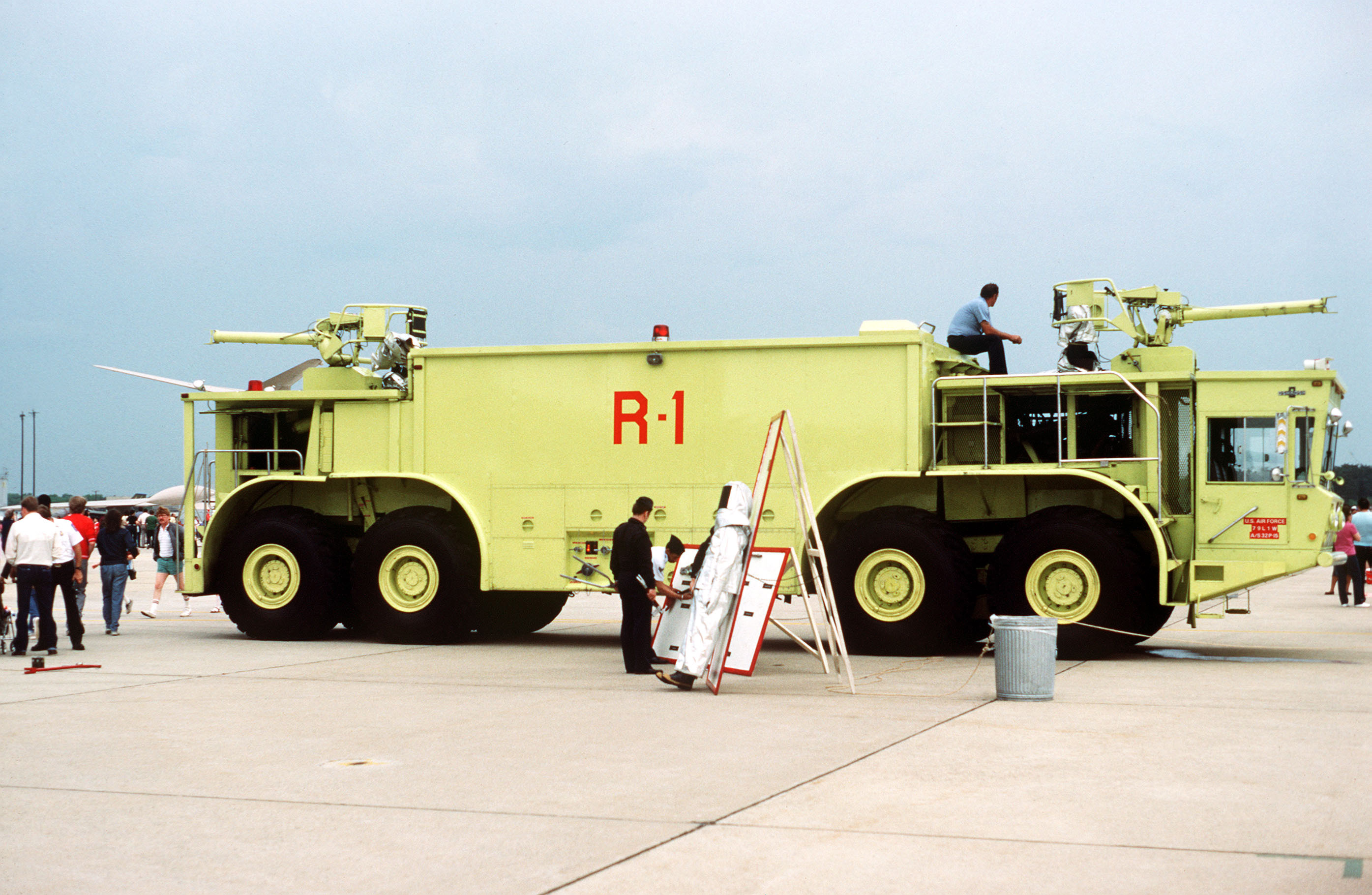
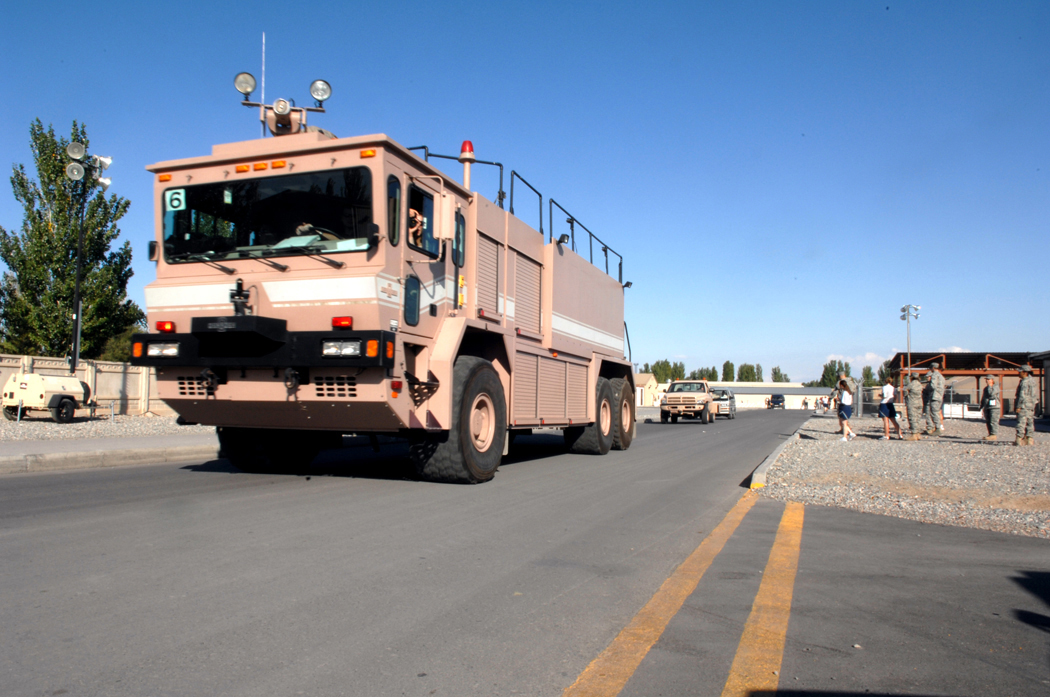
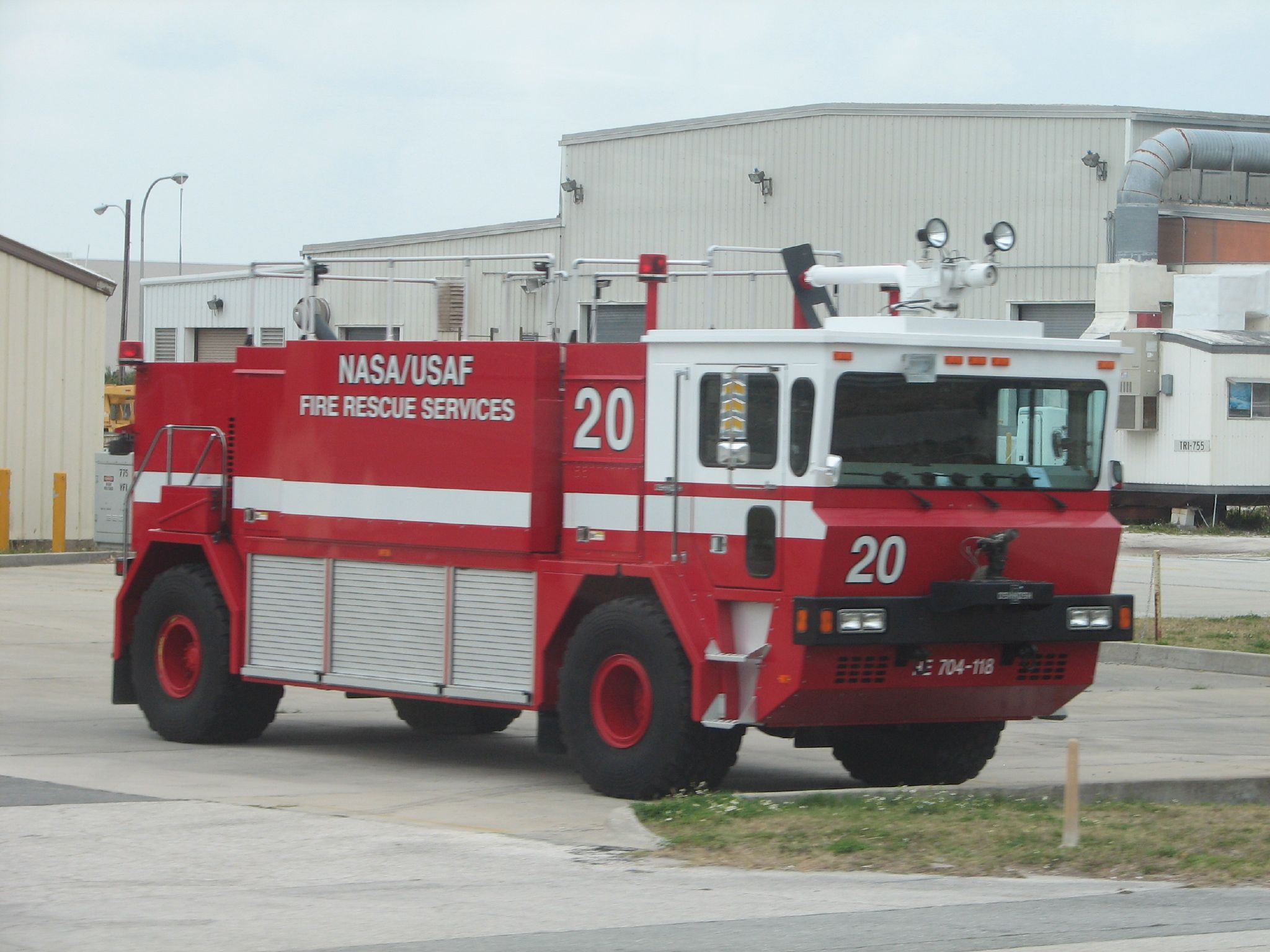
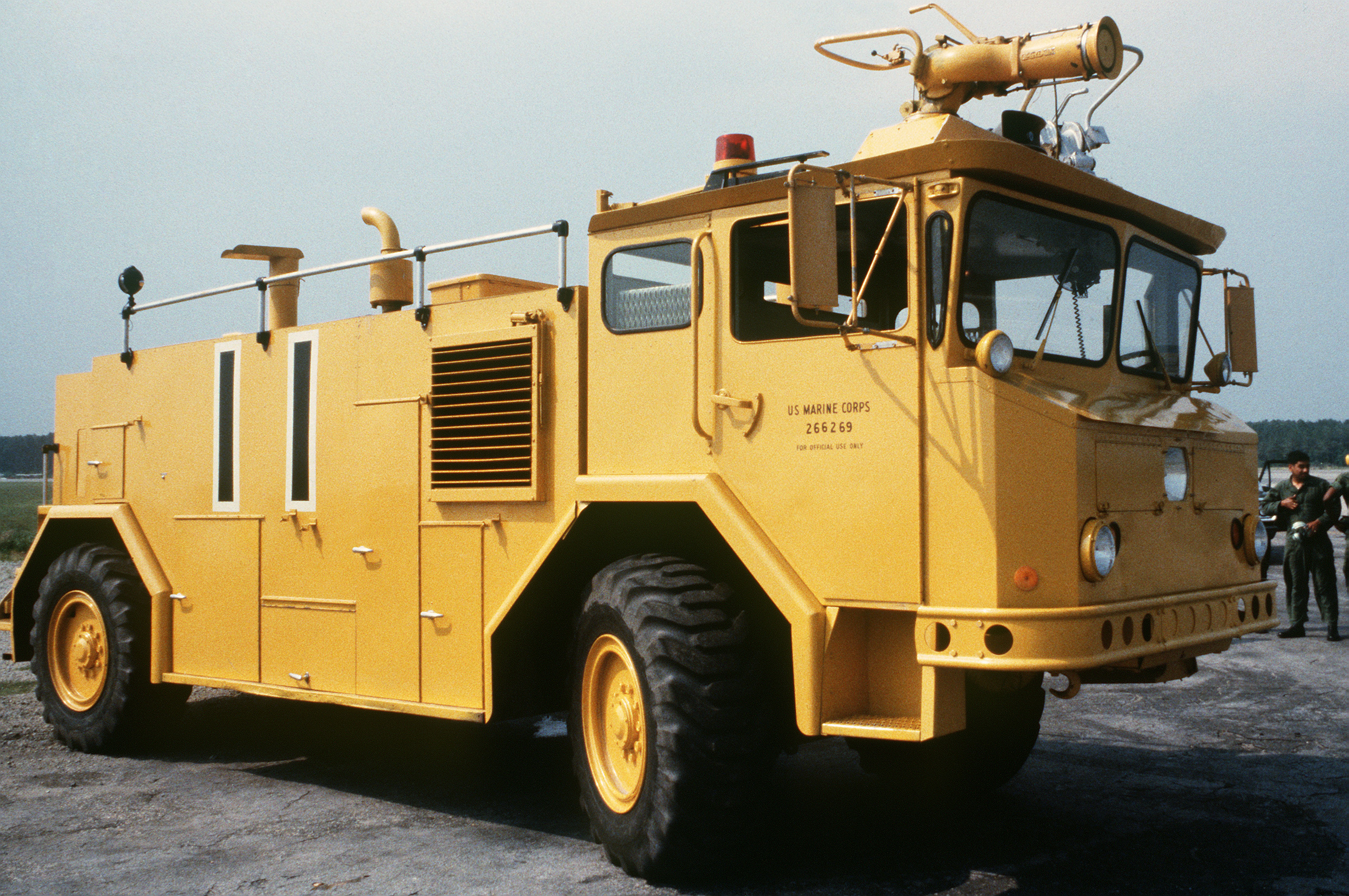
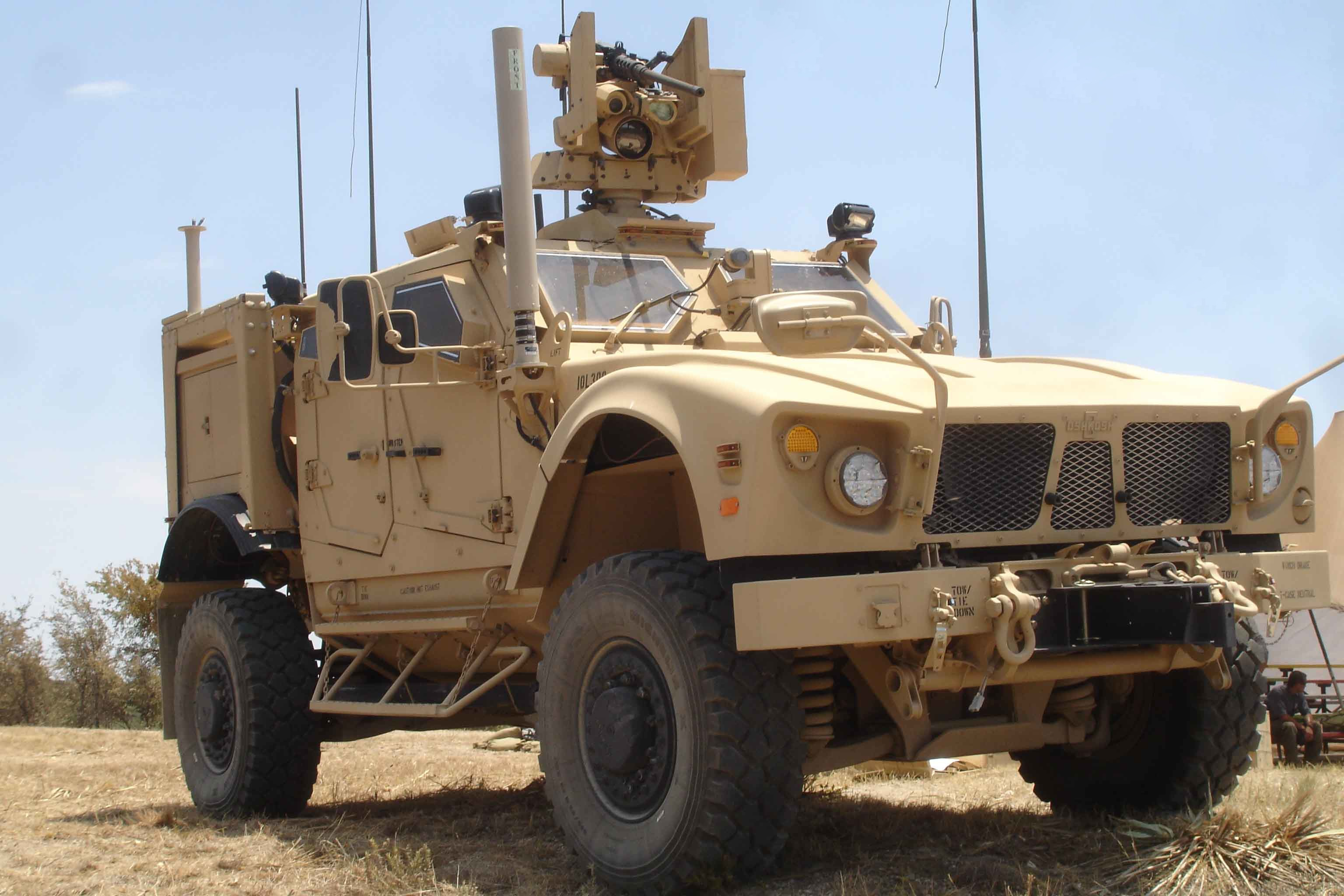
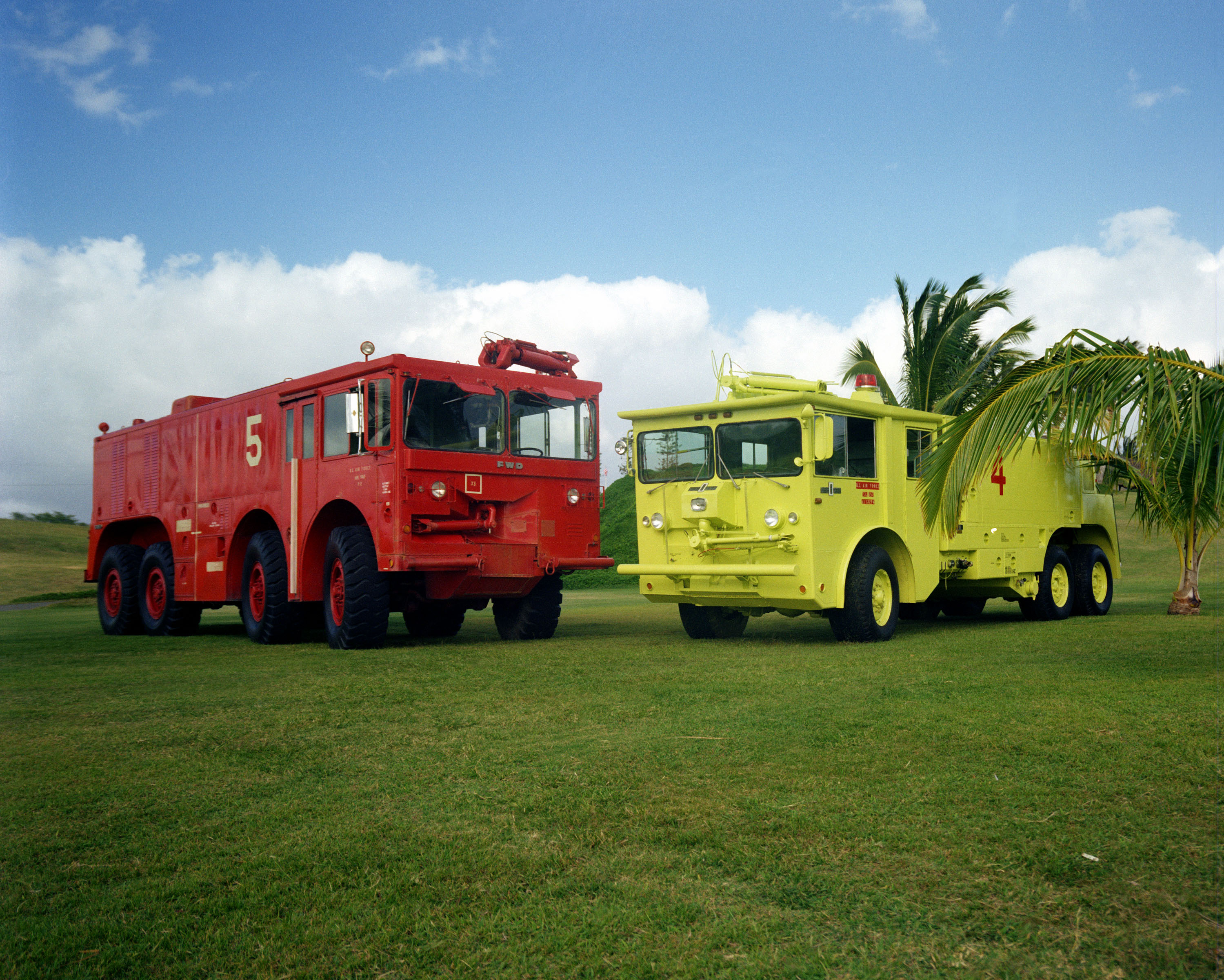